# 첸포
첸포(티베트어: བཙན་པོ་ 짼뽀, bTsan Po, tsenpo, 贊普)는 토번국의 군주이다. 정식 명칭은 취기라짼뽀(འཕྲུལ་གྱི་ལྷ་བཙན་པོ་)이다.

## 같이 보기
- 토번의 역대 첸포
- 카간